# Royal Rumble
Royal Rumble är ett årligt pay-per-view-event, det sänds varje år i januari av fribrottningsförbundet World Wrestling Entertainment (WWE). Huvudevenemanget är en Battle Royal-liknande match, med namnet Royal Rumble. Den är en av WWE:s "Stora Fyra", tillsammans med WrestleMania, SummerSlam och Survivor Series. Royal Rumblen är också en av WWE:s mest populära pay-per-view.
Royal Rumblen var från början ett vanligt program på USA Network innan den blev ändrad till en pay-per-view. Reglerna och formatet av Rumble-matchen har ändrats sedan matchens debut (1988). Ända sedan 1993 har vinnaren av Rumble-matchen fått en titelmatch på Wreslemania samma år.

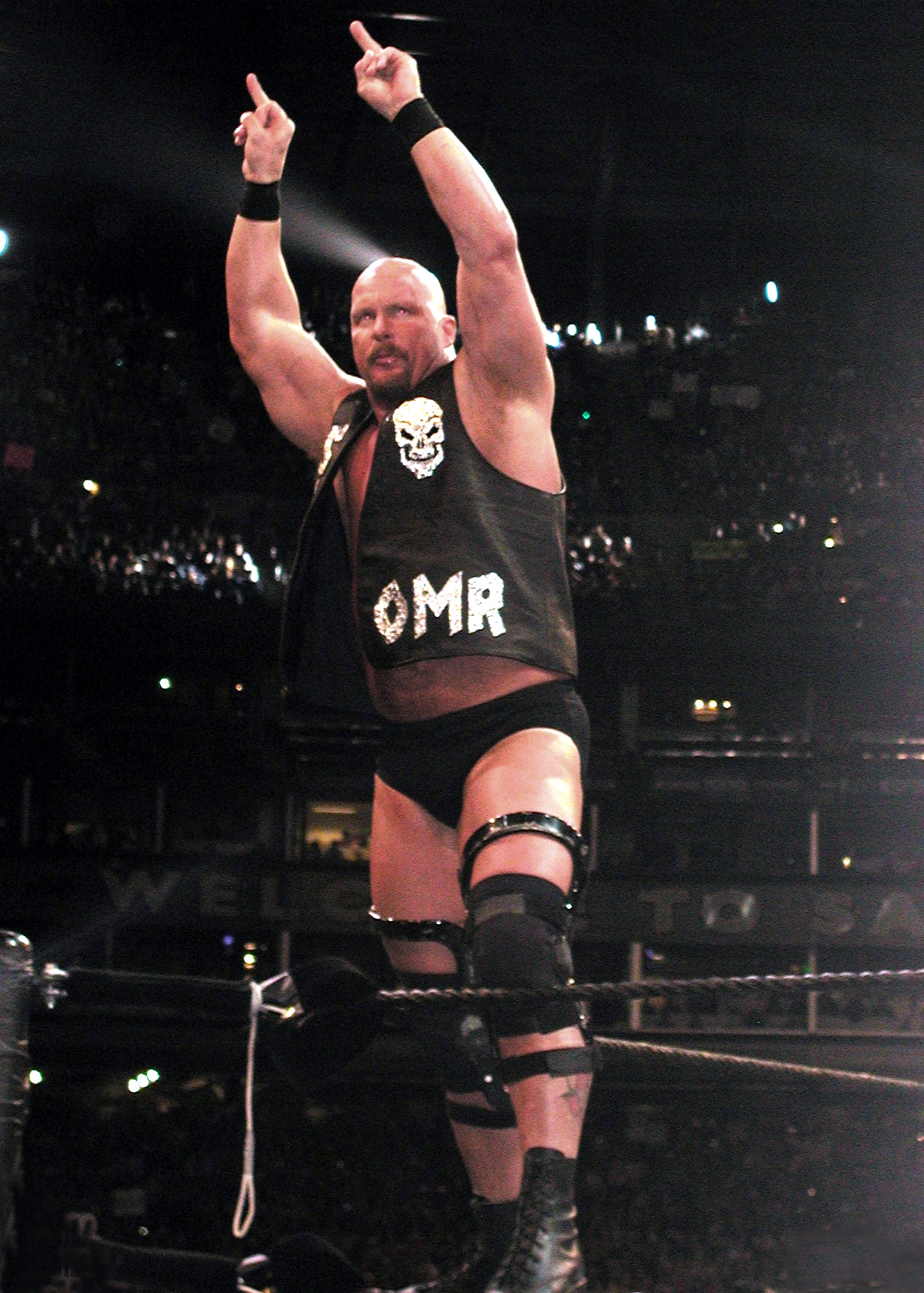
Steve Austin har rekordet i flest antal vunna Royal Rumble-matcher (3).

## Historia
Geniet bakom Royal Rumble-matchen var Pat Patterson. Innan matchen startar drar de tävlande nummer till Rumble-matchen. Matchen inkluderar trettio men, matchen börjar med de två men som drar ett och två. Efter en bestämd tid (oftast nittio sekunder) så fylls matchen på med den som drog tre sedan fyra osv. Varje man för sig själv, vinnaren är den sista kvar efter alla andra blivit eliminerade.
Precis som i en Battle Royal så kan brottarna endast bli eliminerade över repen med båda fötterna röra vid golvet. En domare placerad utanför ringen måste se elimineringen för att den ska räknas. Om en brottare blir eliminerad utan att domaren ser det, kan smyga sig tillbaks i ringen igen (vilket har hänt). Ett år blev "Stone Cold" Steve Austin eliminerad under Rumble-matchen (1997), men han smög tillbaks utan att domaren såg och vann också matchen. En brottare som lämnar ringen under eller emellan repen är inte eliminerad. Under 1999 års Rumble-match lämnade både Vince McMahon och "Stone Cold" Steve Austin ringen, senare under matchen kom de tillbaka in och var också de två sista männen i matchen. I Royal Rumble 1994-matchen, var de två sista männen Bret Hart och Lex Luger. De blev båda utnämnda till vinnare när beslutet blev att bådas fötter rörde vid golvet samtidigt. Under Royal Rumble 2005 hände det igen, denna gång med brottarna John Cena och Batista. Men istället för att båda männen vann så startades matchen om och Batista eliminerade till slut John Cena.
1992 års Rumblepris var Tungviktstiteln (WWF Championship). Traditionen att vinnaren fick en WWE-titelmatch på Wrestlemania startade i 1993. Royal Rumble 2004 var det första året som vinnaren fick chansen att välja Världs Tungvikts Titeln (World Heavyweight Championship) match på WrestleMania. När Ecw anlände till WWE 2006 las även Ecw-titeln i 2007 års titel val. Från 2001 - 2007 har vinnaren av Rumble-matchen lyckats vinna världs titeln på Wrestlemania. Efter John Cena vann 2008 års Rumble-match så blev han den första i historien att ha sin titel-match i ett annat event (No Way Out). Han blev också den första sedan 2000 att vinna Rumble-matchen men inte vinna titeln (The Rock var den senaste innan John Cena).

## Datum, arenor och vinnare
| Nr | Event               | Datum           | Ort                        | Arena                        | Vinnare                        | Entrénummer | Ref.                 |
| -- | ------------------- | --------------- | -------------------------- | ---------------------------- | ------------------------------ | ----------- | -------------------- |
| 1  | Royal Rumble (1988) | 24 januari 1988 | Hamilton, Ontario          | Copps Coliseum               | Jim Duggan                     | 13          | [ 1 ] [ 2 ]          |
| 2  | Royal Rumble (1989) | 15 januari 1989 | Houston, Texas             | The Summit                   | Big John Studd                 | 27          | [ 3 ] [ 4 ]          |
| 3  | Royal Rumble (1990) | 21 januari 1990 | Orlando, Florida           | Orlando Arena                | Hulk Hogan                     | 25          | [ 5 ] [ 6 ]          |
| 4  | Royal Rumble (1991) | 19 januari 1991 | Miami, Florida             | Miami Arena                  | Hulk Hogan                     | 24          | [ 7 ] [ 8 ]          |
| 5  | Royal Rumble (1992) | 19 januari 1992 | Albany, New York           | Knickerbocker Arena          | Ric Flair                      | 3           | [ 9 ] [ 10 ]         |
| 6  | Royal Rumble (1993) | 24 januari 1993 | Sacramento, Kalifornien    | ARCO Arena                   | Yokozuna                       | 27          | [ 11 ] [ 12 ]        |
| 7  | Royal Rumble (1994) | 22 januari 1994 | Providence, Rhode Island   | Providence Civic Center      | Bret Hart Lex Luger            | 27 23       | [ 13 ] [ 14 ]        |
| 8  | Royal Rumble (1995) | 22 januari 1995 | Tampa, Florida             | USF Sun Dome                 | Shawn Michaels                 | 1           | [ 15 ] [ 16 ]        |
| 9  | Royal Rumble (1996) | 21 januari 1996 | Fresno, Kalifornien        | Selland Arena                | Shawn Michaels                 | 18          | [ 17 ] [ 18 ]        |
| 10 | Royal Rumble (1997) | 19 januari 1997 | San Antonio, Texas         | Alamodome                    | Steve Austin                   | 5           | [ 19 ] [ 20 ]        |
| 11 | Royal Rumble (1998) | 18 januari 1998 | San Jose, Kalifornien      | San Jose Arena               | Steve Austin                   | 24          | [ 21 ] [ 22 ] [ 23 ] |
| 12 | Royal Rumble (1999) | 24 januari 1999 | Anaheim, Kalifornien       | Arrowhead Pond               | Vince McMahon                  | 2           | [ 24 ] [ 25 ] [ 26 ] |
| 13 | Royal Rumble (2000) | 23 januari 2000 | New York                   | Madison Square Garden        | The Rock                       | 24          | [ 27 ] [ 28 ] [ 29 ] |
| 14 | Royal Rumble (2001) | 21 januari 2001 | New Orleans, Louisiana     | New Orleans Arena            | Steve Austin                   | 27          | [ 30 ] [ 31 ] [ 32 ] |
| 15 | Royal Rumble (2002) | 20 januari 2002 | Atlanta, Georgia           | Philips Arena                | Triple H                       | 22          | [ 33 ] [ 34 ] [ 35 ] |
| 16 | Royal Rumble (2003) | 19 januari 2003 | Boston, Massachusetts      | Fleet Center                 | Brock Lesnar                   | 29          | [ 36 ] [ 37 ]        |
| 17 | Royal Rumble (2004) | 25 januari 2004 | Philadelphia, Pennsylvania | Wachovia Center              | Chris Benoit                   | 1           | [ 38 ] [ 39 ] [ 40 ] |
| 18 | Royal Rumble (2005) | 30 januari 2005 | Fresno, Kalifornien        | Save Mart Center             | Batista                        | 28          | [ 41 ] [ 42 ] [ 43 ] |
| 19 | Royal Rumble (2006) | 29 januari 2006 | Miami, Florida             | American Airlines Arena      | Rey Mysterio                   | 2           | [ 44 ] [ 45 ] [ 46 ] |
| 20 | Royal Rumble (2007) | 28 januari 2007 | San Antonio, Texas         | AT&T Center                  | The Undertaker                 | 30          | [ 47 ] [ 48 ] [ 49 ] |
| 21 | Royal Rumble (2008) | 27 januari 2008 | New York                   | Madison Square Garden        | John Cena                      | 30          | [ 50 ] [ 51 ] [ 52 ] |
| 22 | Royal Rumble (2009) | 25 januari 2009 | Detroit, Michigan          | Joe Louis Arena              | Randy Orton                    | 8           | [ 53 ] [ 54 ]        |
| 23 | Royal Rumble (2010) | 31 januari 2010 | Atlanta, Georgia           | Philips Arena                | Edge                           | 29          | [ 55 ] [ 56 ]        |
| 24 | Royal Rumble (2011) | 30 januari 2011 | Boston, Massachusetts      | TD Garden                    | Alberto Del Rio                | 38          | [ 57 ]               |
| 25 | Royal Rumble (2012) | 29 januari 2012 | St. Louis, Missouri        | Scottrade Center             | Sheamus                        | 22          | [ 55 ] [ 56 ]        |
| 26 | Royal Rumble (2013) | 27 januari 2013 | Phoenix, Arizona           | US Airways Center            | John Cena                      | 19          | [ 55 ] [ 56 ]        |
| 27 | Royal Rumble (2014) | 26 januari 2014 | Pittsburgh, Pennsylvania   | Consol Energy Center         | Batista                        | 28          |                      |
| 28 | Royal Rumble (2015) | 25 januari 2015 | Philadelphia, Pennsylvania | Wells Fargo Center           | Roman Reigns                   | 19          |                      |
| 29 | Royal Rumble (2016) | 24 januari 2016 | Orlando, Florida           | Amway Center                 | Triple H                       | 30          |                      |
| 30 | Royal Rumble (2017) | 29 januari 2017 | San Antonio, Texas         | Alamodome                    | Randy Orton                    | 23          |                      |
| 31 | Royal Rumble (2018) | 28 januari 2018 | Philadelphia, Pennsylvania | Wells Fargo Center           | Shinsuke Nakamura, Asuka       | 14, 25      |                      |
| 32 | Royal Rumble (2019) | 27 januari 2019 | Phoenix, Arizona           | Chase Field                  | Seth Rollins, Becky Lynch      | 10, 28      |                      |
| 32 | Royal Rumble (2020) | 26 januari 2020 | Houston, Texas             | Minute Maid Park             | Drew McIntyre, Charlotte Flair | 16, 17      |                      |
| 33 | Royal Rumble (2021) | 31 januari 2021 | St. Petersburg, Florida    | Tropicana Field              | Edge, Bianca Belair            | 1, 3        |                      |
| 34 | Royal Rumble (2022) | 29 januari 2022 | St. Louis, Missouri        | The Dome at America's Center | Brock Lesnar, Ronda Rousey     | 30, 28      |                      |
| 35 | Royal Rumble (2023) | 28 januari 2023 | San Antonio, Texas         | Alamodome                    | Cody Rhodes, Rhea Ripley       | 30, 1       |                      |
| 36 | Royal Rumble (2024) | 27 januari 2024 | St. Petersburg, Florida    | Tropicana Field              | Cody Rhodes, Bayley            | 15, 3       |                      |
| 37 | Royal Rumble (2025) | 1 februari 2025 | Indianapolis, Indiana      | Lucas Oil Stadium            | Jey Uso, Charlotte Flair       | 20, 27      |                      |

1.^  Luger och Hart delade vinsten eftersom de var de två sista brottarna i ringen och slog ut varandra samtidigt.
2.^  TD Garden är tidigare känd som Fleet Center.